# Trenzana-Travagliata
La Trenzana-Travagliata è una roggia derivante dall'Oglio allo scopo di irrigare le campagne dei comuni di Pontoglio, Trenzano e Travagliato.

## Idronimo
Il nome proviene dai principali comuni che vengono irrigati dal comprensorio: Trenzano e Travagliato.

## Storia
La roggia fu costruita dal 1383 al 1389.
Nel 1417, a Palazzolo sull'Oglio i rappresentanti dei comuni di Maclodio, Berlingo, Torbole, Casaglia, Trenzano e Travagliato si accordarono di costruire un ramo che dalla Bargnana irrigasse le terre di Travagliato, al costo di 1700 lire venete. La nuova roggia fu chiamata Travagliata e il percorso antecedente il partitore della Bargnana fu identificato come Trenzana-Travagliata.
Nel dopoguerra il partitore originario sull'Oglio fu sostituito da quello della centrale elettrica Marzoli.

## Percorso
La roggia viene derivata in sponda sinistra dal fiume Oglio in località Prati d'Oglio, presso la diga della centrale elettrica Marzoli a sud di Palazzolo.
Dopo aver attraversato il centro di Pontoglio, la roggia si dirige verso sud per irrigare le campagne di questo comune. Svoltando a est, passa a sud di Chiari e a nord di Castelcovati e di Castrezzato.
In quest'ultimo comune, presso la località Bargnana, è presente il partitore che separa le acque della roggia Travagliata, che prosegue a nord in direzione di Travagliato, e della Trenzana propriamente detta che si dirige a meridione. Come da accordi consorziali, il 54% delle acque è di competenza della prima, mentre il 46% della seconda.